# آئروویس ایرلاینز
آئروویس ایرلاینز (به انگلیسی: Aerovis Airlines) یک شرکت هواپیمایی با کد یاتا V6 است که در ۲۰۰۳ میلادی تأسیس شده‌است. دفتر مرکزی آئروویس ایرلاینز در کی‌یف، اوکراین واقع شده‌است.